# 小行星24935
小行星24935（24935 Godfreyhardy）是一颗绕太阳运转的小行星，为主小行星带小行星。该小行星于1997年4月28日发现。

## 轨道参数
小行星24935的轨道半长轴为2.5326234 UA，离心率为0.109。